# Pheia discophora
Pheia discophora är en fjärilsart som beskrevs av Paul Dognin 1909. Pheia discophora ingår i släktet Pheia och familjen björnspinnare. Inga underarter finns listade i Catalogue of Life.